# Borgo d'Ale
Borgo d'Ale là một đô thị ở tỉnh Vercelli trong vùng Piedmont thuộc Ý, có cự ly khoảng 40 km về phía đông bắc của Torino và khoảng 30 km về phía tây của Vercelli. Tại thời điểm ngày 31 tháng 12 năm 2004, đô thị này có dân số 2.629 người và diện tích là 39,3 km².
Borgo d'Ale giáp các đô thị: Alice Castello, Azeglio, Bianzè, Borgomasino, Cossano Canavese, Maglione, Moncrivello, Settimo Rottaro, Tronzano Vercellese, và Viverone.